# Signe Swensson

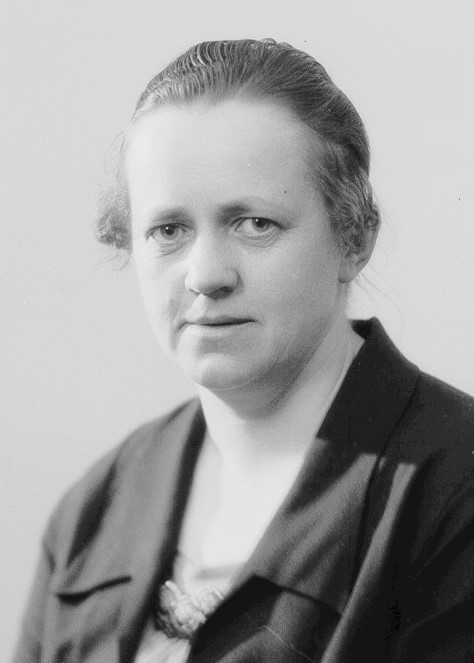
Signe Swensson, 1926

Signe Swensson (* 23. November 1888 in Trondhjem; † 22. April 1974) war eine norwegische Ärztin, Frauenrechtlerin und Politikerin der konservativen Partei Høyre. Sie war Mitglied des Norwegischen Parlaments von 1931 bis 1936 und Stadträtin in Trondheim von 1937 bis 1947. Sie war Vizepräsidentin und 1956 Präsidentin der Norsk Kvinnesaksforening.